# Brachytrupes chopardi
Brachytrupes chopardi är en insektsart som först beskrevs av Boris Petrovich Uvarov 1922.  Brachytrupes chopardi ingår i släktet Brachytrupes och familjen syrsor.

## Underarter
Arten delas in i följande underarter:
- B. c. chopardi
- B. c. tropicus